# 中国湖泊名称代码
中国湖泊名称代码是针对中国境内湖泊的系统性编码，为水利行业标准。该编码由水利部水利管理司和中国科学院南京地理与湖泊研究所主编，1998年发布。编码对象为中国境内面积大于1平方公里的湖泊。2017年，南京水利科学研究院发布了新版的中国湖泊名称代码SL 261-2017代替原有的SL 261-98标准。

## 编码规则
中国湖泊名称代码共7位，由拉丁字母与数字组成。第1位为拉丁字母，代表流域或内流区；第2-3位为数字代码，代表湖泊所在的省市区；第4位为拉丁字母，代表湖泊水化学性质。第5-7为数字，为顺序码。如杭州西湖的代码为G33A501；G代表浙台诸河流域，33代表位于浙江省，A表示淡水湖。

### 第1位代码
第1位代码表示流域或内流区：
- A,黑龙江
- B，辽河
- C，海河
- D，黄河
- E，淮河
- F，长江
- G，浙台诸河流域
- H，珠江
- J，澜沧江、怒江
- K，雅鲁藏布江
- L，朋曲-恒河
- M，狮泉河-印度河
- N，额尔齐斯河-鄂毕河
- P，准噶尔内流区
- Q，塔里木内流区
- R，柴达木内流区
- S，可可西里及库木库里内流区
- T，藏北内流区
- U，藏南内流区
- V，鄂尔多斯内流区
- W，内蒙古高原内流区
- X，白城-扶余内流区
- Y，乌裕尔河内流区
- Z，其他地区封闭湖

1. ↑  . xxzx.mwr.gov.cn. 2017-05-17  [2022-01-30]. （原始内容存档于2020-09-29）.